# Vincent Da Sylva
Vincent Da Sylva (Ziguinchor, 8 gennaio 1973) è un ex cestista senegalese con cittadinanza francese.

## Carriera
Con il Senegal ha disputato i Campionati mondiali del 1998 e due edizioni dei Campionati africani (1997, 1999).